# Sauris asema
Sauris asema là một loài bướm đêm trong họ Geometridae.